# Hidalgo (película)
Hidalgo (Océanos de fuego en España) es una película estadounidense de aventura de 2004, dirigida por Joe Johnston y protagonizada por Viggo Mortensen, Zuleikha Robinson y Omar Sharif.

## Sinopsis
En 1890, un líder árabe invita a un estadounidense, Frank T. Hopkins, y a su caballo mesteño Hidalgo para que participen en la carrera de tres mil millas por el desierto de Arabia, evento hasta entonces reservado únicamente para los caballos nacionales o de linajes nobles. Hopkins y su caballo mestizo se habían hecho famosos al participar en el show de Buffalo Bill en el Salvaje Oeste, además de poseer mucha experiencia y éxitos en carreras a larga distancia.
El jeque quiso poner a prueba sus pretensiones, enfrentando al jinete norteamericano y su caballo, Hidalgo, contra los mejores caballos árabes y los mejores jinetes beduinos, algunos de los cuales recibieron órdenes de impedir que el extranjero consiguiese terminar la carrera. Para Frank, en el Océano de Fuego no sólo estaban en juego su orgullo y su honor sino también su supervivencia, ya que tanto él como su caballo intentaban hacer realidad una hazaña imposible.

## Reparto
| - Viggo Mortensen como Frank T. Hopkins, notorio jinete de largas distancias. - Omar Sharif como Jeque Sheikh Riyadh. - Zuleikha Robinson como Jazira, hija de Sheikh. - Saïd Taghmaoui como príncipe Bin Al Reeh. - Harsh Nayyar como Yusef. - Louise Lombard como Lady Anne Davenport. - Malcolm McDowell como Mayor Davenport. - Peter Mensah como Jaffa. - J.K. Simmons como Buffalo Bill Cody. - Floyd Red Crow Westerman como Jefe Cuerno de Águila, miembro de la nación Lakota, actor en el Wild West Show. | - Adam Alexi-Malle como Aziz, emisario. - Silas Carson como Katib, primo de Jazira. - Adoni Maropis como Sakr, un halconero. - Victor Talmadge como Rau Rasmussen - Joshua Wolf Coleman como El Kurdo - Franky Mwangi como niño esclavo - Elizabeth Berridge como Annie Oakley - C. Thomas Howell como Preston Webb - Todd Kimsey como Corporal en Wounded Knee - David Midthunder como Coyote Negro |